# John Templeton (botánico)
John Templeton (1766–1825) fue un naturalista y botánico pionero irlandés. A menudo referido como el "Padre de la botánica de Irlanda". Era el padre del también naturalista, artista y entomólogo Robert Templeton.

## Biografía
Templeton nació en Orange Grove, Belfast en 1766. Se casó con Katherine Johnson de Seymour Hill, en las afueras de Belfast, hija de un mercader, el 21 de diciembre de 1799. La pareja tuvo cinco niños: Ellen (30 de septiembre de 1800), Robert (12 de diciembre de 1802), Catherine (19 de julio de 1806), Mary (9 de diciembre de 1809) y Matilda (2 de noviembre de 1813).
La unión matrimonial, entre dos familias prósperas, le proporcionó recursos suficientes para dedicarse apasionadamente al estudio de la historia natural. Influido por la Revolución francesa, fue un ferviente defensor de la independencia irlandesa del Reino Unido cambiando el nombre de la casa familiar a 'Cranmore' (irlandés: crann mór; 'árbol grande'). La desilusión vino con los asesinatos de un número de protestantes en Wexford y el aumento de nacionalismo irlandés sectario, aunque continuó defendiendo libertades civiles y religiosas. De constitución débil, sobrevivió, pero fue empeorando hacia 1815 y fallece en 1825 con solo 60, "dejando una afligida esposa, una familia joven y muchos amigos y vecinos que lamentaron su muerte. El género australiano de leguminosas Templetonia fue nombrado en su honor. Su hijo Robert devino en un famoso entomólogo.

## Botánica

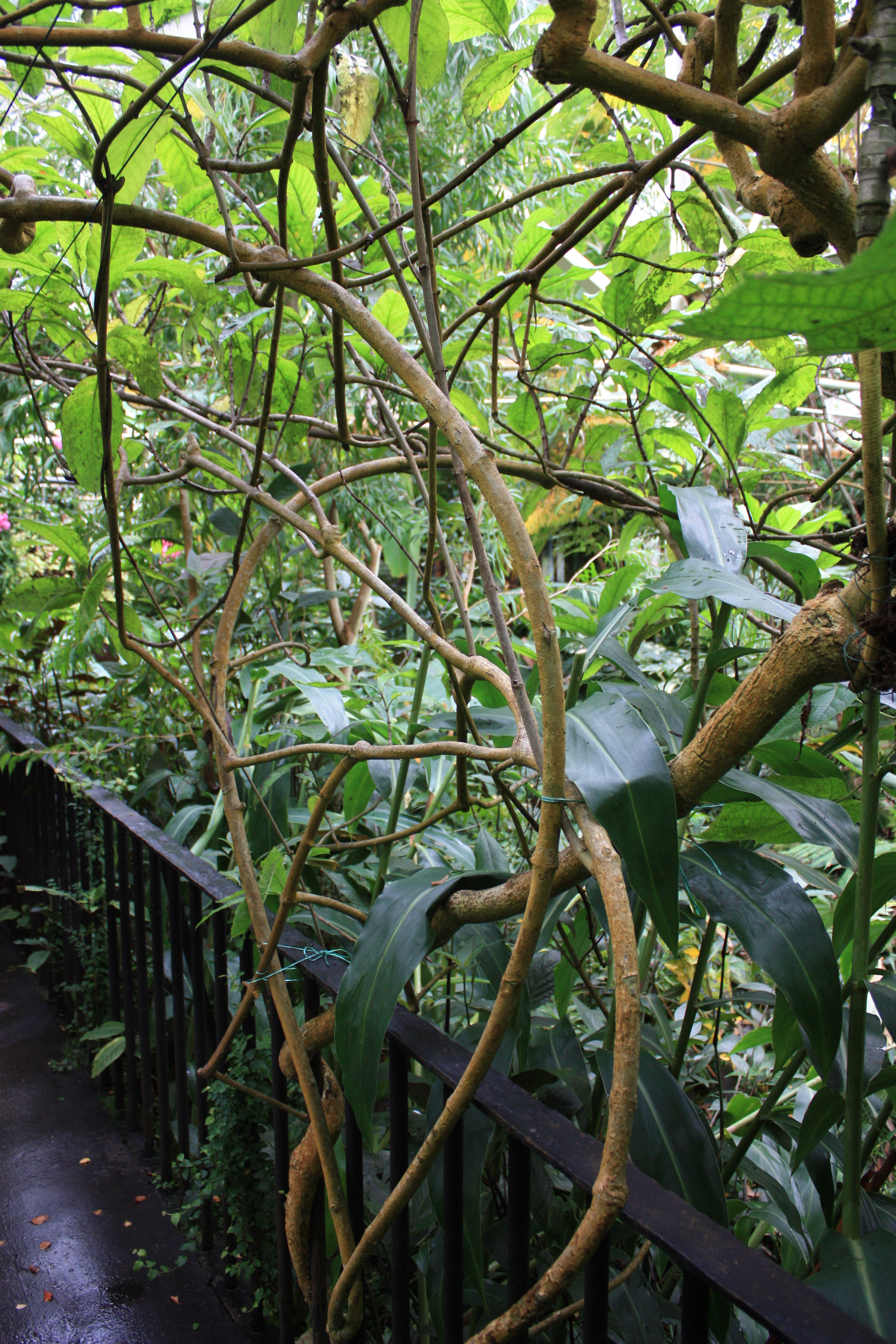
Plantas en el invernadero tropical, Jardines Botánicos de Belfast.

Su interés en la botánica empezó con un jardín experimental, según una sugerencia que leyó en la 'Nouvelle Heloise' de Rousseau; y luego de sus 'Cartas sobre Elementos de Botánica'. Allí  cultivó muchas plantas exóticas; y, empezó estudios botánicos que duraron durante su vida y mantuvo correspondencia con los botánicos más eminentes, como Sir William Hooker, William Turner, James Sowerby y, especialmente Sir Joseph Banks, quién había viajado en las expediciones del Capitán James Cook, y con Kew Jardines. Banks probó  (sin éxito) para tentarle a ir a Holanda Nueva (Australia) como botánico en la Expedición Flinders, con la oferta de tierras y un salario sustancial. Como asociado a la Sociedad Linneana de Londres, Templeton visitó Londres y consiguió trabajo botánico. Eso lo promocionó a los Belfast Jardines Botánicos en 1809, para trabajar en un Catálogo de Plantas irlandesas Nativas, y luego en la Real Academia de Irlanda, utilizándola como una fundación para trabajos con botánicos irlandeses. 
Reunió textos; y, ejecutó muchos dibujos de acuarela para una Flora Hibernica, tristemente nunca acabada, y mantuvo una revista durante los años 1806 a 1825 (ambos hoy en el Museo Úlster, Belfast). De los 12.000 especímenes de algas, en el Herbario del Museo Ulter aproximadamente 148 se hallan en la Colección Templeton, mayoritariamente recogidos por él. Todos los especímenes en (Colección Templeton y Museo Úlster (BEL) han sido catalogados. En 1967 fueron numerados: F1 – F48. Otros están en la Real Universidad Belfast. Y, hoy los especímenes del Museo Úlster se han anotado como sigue: F190 – F264; F290 – F314 y F333 – F334. Templeton fue el primer descubridor de Rosa hibernica (1795) y en Irlanda de Sisymbrium Ligusticum seoticum (1793), Adoxa moschatellina (1820), Orobanche rubra y muchas otras especies.

## Historia natural de Irlanda

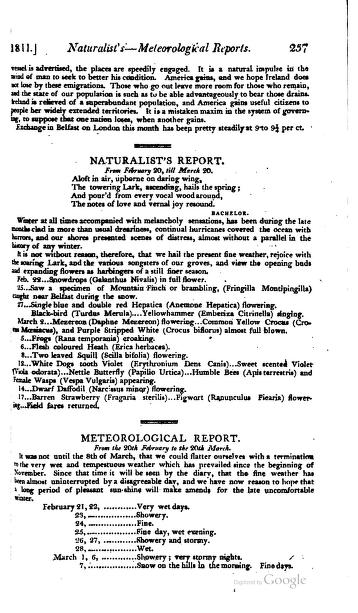
Informe del Naturalista, en Belfast Monthly Magazine, 1811.

Templeton tuvo amplios intereses científicos, incluyendo química aplicada a la agricultura y horticultura, meteorología y fenología siguiendo a Robert Marsham. Publicó muy poco aparte de informes mensuales en meteorología e historia natural en el 'Belfast Magazine' comenzado en 1808. Templeton estudió extensamente aves, recogió conchas, organismos marinos (especialmente zoofitos e insectos, notablemente plagas de jardín. Planeó un 'Hibernian Fauna' para acompañar a 'Hibernian Flora'.
- La abreviatura «Templeton» se emplea para indicar a John Templeton como autoridad en la descripción y clasificación científica de los vegetales.[4]